# Eublemma bithynica
Eublemma bithynica là một loài bướm đêm trong họ Erebidae.